# 시왕도
시왕도(十王圖)는 죽은 사람의 죄를 심판하는 10명의 왕을 그린 불화이다.